# شانه‌موش سیرا تونتال
شانه‌موش سیرا تونتال (نام علمی: Ctenomys tulduco) نام یک گونه از سرده شانه‌موش است.